# Ceca de Brutobriga

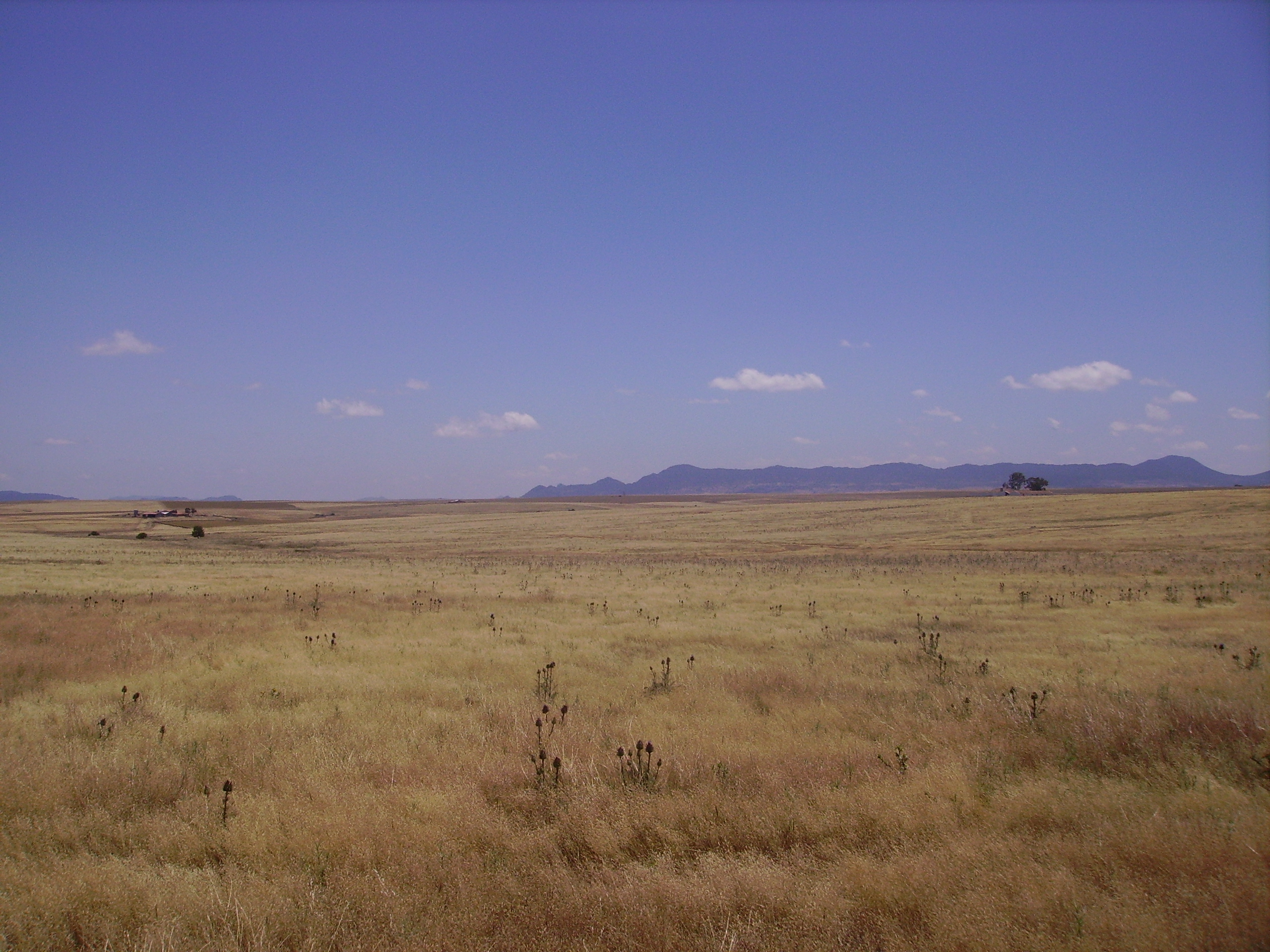
Paisaje de La Serena.

La ceca de Brutobriga, cuya ubicación concreta se desconoce por ahora, acuñó una sola serie de monedas en bronce durante la segunda mitad del siglos II a. C.